# Janówek Duranowski
Janówek Duranowski [pronunciación en polaco: /jaˈnuvɛk duraˈnɔfski/] es una aldea ubicada en el distrito administrativo de Gmina Sochaczew, dentro del condado de Sochaczew, Voivodato de Mazovia, en el centro-este de Polonia.